# Аптекарь, Валериан Борисович
Валериа́н Бори́сович Апте́карь (24 октября 1899, Варшава — 29 июля 1937, Москва) — советский лингвист, один из главных пропагандистов нового учения о языке. Расстрелян в 1937 году, реабилитирован посмертно.

## Биография
В 1918 году окончил гимназию в Золотоноше, работал делопроизводителем, заведующим уездной биржей труда. Вступил в РКП(б) в том же 1918 году. Член городского ревкома, занимал пост заместителя наркома по просвещению Червонного побережья Левобережной Украины. Был ранен, скрывался от банд Н. А. Григорьева. Переехал в Полтаву, работал следователем Особого отдела.
В августе 1919 года по командировке укома РКП(б) поехал в Москву и поступил на Военно-инженерные курсы комсостава РККА. Вскоре отозван на работу в Политуправление войск внутренней охраны. Окончил три курса отделения внешних сношений факультета общественных наук 1-го МГУ. В 1922—1925 гг. — преподаватель Военно-политической школы Московского военного округа, в 1923—1925 гг. — также заведующий издательством Комакадемии. Затем заведующий редотделом РАНИОН.
С 1926 г. — доцент педагогического факультета 2-го МГУ, заместитель председателя секции языка Института народов Востока. В 1928—1929 гг. учёный секретарь подсекции материальной лингвистики Комакадемии. С 1930 г. член Всесоюзной научной ассоциации востоковедов, действительный член Государственной академии истории материальной культуры (Ленинград). В 1934 году назначен сотрудником Московского историко- философского Института (и. о. профессора по кафедре языкознания, но к работе не приступил, вследствие поступления на работу заведующим сектором яфетических языков ЦК Нового Алфавита ВЦКНА СССР.(г. Москва)
Один из организаторов травли Е. Д. Поливанова.
В 1919 и 1930 годах получал выговоры по партийной линии за аморальное поведение. В 1932 г. исключён из ВКП(б) «за сокрытие переговоров» с представителем группы Г. И. Мясникова.
14 мая 1937 года арестован. На момент ареста проживал: г. Москва, Суворовский бульвар, д. Внесен в Сталинский расстрельный список от 25 июля 1937 года «Москва-центр» по 1-й категории («за» Сталин, Молотов). 29 июня ВКВС СССР приговорён к высшей мере наказания за «участие в контрреволюционной террористической организации» и в тот же день расстрелян. Место захоронения — «могила невостребованных прахов» № 1 крематория Донского кладбища (21 осужденный ВКВС СССР, в том числе поэт П. С. Парфёнов и литератор Д. К. Шамарин, в тот же день был кремирован).
Определением Военной коллегии Верховного Суда СССР от 1 февраля 1958 г. реабилитирован посмертно.

## Высказывания
считаю большой ошибкой президиума, что он не гильотинизировал первой части доклада Куфтина — С. С. Алымов и А. М. Решетов. Борис Алексеевич Куфтин: изломы жизненного пути

## Основные публикации
- Яфетическая теория Н. Я. Марра и марксизм // Новый Восток. 1928. № 22. С. 189—193;
- Марксизм и этнология // Этнография. 1929. № 2. С. 115—116;
- Марр Н. Я. В тупике ли история материальной культуры? (рецензент) / Известия ГАИМК. 1933. Вып. 67. 149 с. // СЭ. 1935. № 2. С. 208—212[4].